# As Brumas de Avalon
As Brumas de Avalon (em inglês:  The Mists of Avalon) é uma obra de 1979 da escritora Norte Americana Marion Zimmer Bradley feita em quatro volumes. É ambientada durante a vida do lendário Rei Artur e seus cavaleiros e tem por escopo narrar a já conhecida lenda arturiana a partir de uma outra perspectiva. Quem protagoniza a história, nesta versão, são as personagens femininas, tais como Guinevere, Morgana e Morgause, o que acabou resultando na reelaboração de todo o universo mítico da trama.
Outros personagens são apresentados aqui como títulos, como a Senhora do Lago e o Merlin da Bretanha, que nessa versão deixam de ser personagens específicos para ser os títulos político-religiosos da matriarca e do patriarca dos celtas pagãos.